# Summit (Alabama)
Summit es un área no incorporada en el condado de Blount, Alabama, Estados Unidos. Summit se encuentra a lo largo de la ruta 48 (CR-48) cerca de la carretera 231 y la ruta 53, a 10,1 millas (16,3 km) al noreste de Blountsville.
Alabama alberga una gran cantidad de cuevas por lo que el noreste de Alabama se considera un "punto caliente" de cuevas en los Estados Unidos debido a su gran cantidad de estas cavidades y la cantidad de animales que habitan esos entornos. Esta área contiene aproximadamente dos tercios de las cuevas del estado, pero muchas otras partes del estado poseen la geología necesaria para la formación de cuevas: lechos de roca carbonatada.
Summit, junto con sus numerosas cuevas, es el escenario del cuento de O. Henry, "El rescate del jefe rojo".